# So Far Gone (James Blunt)
So Far Gone è un singolo del cantautore britannico James Blunt, pubblicato il 3 gennaio 2011 come secondo estratto dal terzo album in studio Some Kind of Trouble. 

## Descrizione
Il brano, scritto da James Blunt, Steve Robson e Ryan Tedder, è stato pubblicato come singolo in formato digitale esclusivamente nel Regno Unito il 3 gennaio 2011.
Una versione del brano registrata dal vivo presso il Metropolis Studios è stata inserita nella funzione "OpenDisc" dell'album Some Kind of Trouble.

## Video musicale
Il video musicale del brano, diretto da Marc Klasfeld, è stato reso disponibile sul canale YouTube del cantautore il 13 dicembre 2010. Nella clip Blunt canta il brano mentre si alternano diverse scene del protagonista con la persona amata durante momenti di vita quotidiana.

## Tracce
Download digitale / CD promo
1. So Far Gone – 3:34

## Classifiche
| Classifica (2011) | Posizione massima |
| ----------------- | ----------------- |
| Austria           | 40                |
| Belgio (Fiandre)  | 66                |
| Belgio (Vallonia) | 52                |
| Francia           | 82                |
| Italia            | 67                |
| Russia            | 183               |
| Ungheria          | 28                |